# Paul Joseph Phạm Đình Tụng
Paul Joseph Phạm Đình Tụng (Binh Hoa, 15 giugno 1919 – Hanoi, 22 febbraio 2009) è stato un cardinale e arcivescovo cattolico vietnamita.

## Biografia
Ordinato presbitero il 6 giugno 1949, venne consacrato vescovo di Bắc Ninh il 15 agosto 1963 dal cardinale Joseph Marie Trịnh Như Khuê.
Per quasi tutta la durata del suo episcopato visse agli arresti domiciliari per ordine del regime comunista vietnamita.
Gli venne negato di compiere le visite pastorali che il suo mandato richiedeva nelle circa 100 parrocchie della sua diocesi. In seguito alla penuria di preti, formò dei consigli di laici con il compito di muoversi tra le parrocchie per mantenere viva la vita religiosa. Nel periodo di prigionia si mise a tradurre in lingua lục bát la vita di Gesù, i canti gospel e i fondamenti della dottrina cristiana.
È stato arcivescovo di Hanoi dal 23 marzo 1994 al 19 febbraio 2005, quando gli succedette l'arcivescovo Joseph Ngô Quang Kiêt.
Papa Giovanni Paolo II lo innalzò alla dignità cardinalizia nel concistoro del 26 novembre 1994, divenne così il terzo porporato vietnamita della storia.
È morto in data 22 febbraio 2009 all'età di 89 anni. Le esequie si sono tenute il 26 febbraio nella Cattedrale di San Giuseppe a Hanoi. È sepolto nel pavimento della navata laterale della stessa cattedrale.

## Genealogia episcopale e successione apostolica
La genealogia episcopale è:
- Cardinale Scipione Rebiba
- Cardinale Giulio Antonio Santori
- Cardinale Girolamo Bernerio, O.P.
- Vescovo Claudio Rangoni
- Arcivescovo Wawrzyniec Gembicki
- Arcivescovo Jan Wężyk
- Vescovo Piotr Gembicki
- Vescovo Jan Gembicki
- Vescovo Bonawentura Madaliński
- Vescovo Jan Małachowski
- Arcivescovo Stanisław Szembek
- Vescovo Felicjan Konstanty Szaniawski
- Vescovo Andrzej Stanisław Załuski
- Arcivescovo Adam Ignacy Komorowski
- Arcivescovo Władysław Aleksander Łubieński
- Vescovo Andrzej Stanisław Młodziejowski
- Arcivescovo Kasper Kazimierz Cieciszowski
- Vescovo Franciszek Borgiasz Mackiewicz
- Vescovo Michał Piwnicki
- Arcivescovo Ignacy Ludwik Pawłowski
- Arcivescovo Kazimierz Roch Dmochowski
- Arcivescovo Wacław Żyliński
- Vescovo Aleksander Kazimierz Bereśniewicz
- Arcivescovo Szymon Marcin Kozłowski
- Vescovo Mečislovas Leonardas Paliulionis
- Arcivescovo Bolesław Hieronim Kłopotowski
- Arcivescovo Jerzy Józef Elizeusz Szembek
- Vescovo Stanisław Kazimierz Zdzitowiecki
- Cardinale Aleksander Kakowski
- Papa Pio XI
- Vescovo Jean-Baptiste Nguyễn Bá Tòng
- Vescovo Thaddée Anselme Lê Hữu Từ, O.Cist.
- Cardinale Joseph Marie Trịnh Như Khuê
- Cardinale Paul Joseph Phạm Đình Tụng

La successione apostolica è:
- Vescovo Dominique Đinh Huy Quảng (1975)
- Vescovo Vincent de Paul Phạm Văn Dụ (1979)
- Vescovo Joseph Nguyễn Phụng Hiểu (1991)
- Vescovo Paul Lê Đắc Trọng (1994)
- Vescovo Joseph Hoàng Văn Tiệm, S.D.B. (2001)
- Arcivescovo Joseph Vũ Văn Thiên (2003)